# Stichoplastoris elusinus
Stichoplastoris elusinus is een spinnensoort in de taxonomische indeling van de vogelspinnen (Theraphosidae).
Het dier behoort tot het geslacht Stichoplastoris. De wetenschappelijke naam van de soort werd voor het eerst geldig gepubliceerd in 1980 door Carlos E. Valerio.